# Lucjan Gajda
Lucjan Gajda (ur. 5 stycznia 1936 w Katowicach) – prezydent Katowic w latach 1975–1978 i wicewojewoda katowicki w latach 1978–1980.
Od 2 lutego 1956 należał do PZPR. W latach 1964–1967 był wiceprzewodniczącym Zarządu Wojewódzkiego Związku Młodzieży Socjalistycznej w Katowicach. W 1975 został prezydentem Katowic i pełnił tę funkcję do 1978. Następnie do 1980 był wicewojewodą katowickim. Przez wiele lat działał również w KW PZPR w Katowicach.